# 达维德·沃尔夫
达维德·沃尔夫（德語：David Wolf，1989年9月15日—），德国男子冰球运动员。他曾代表德国参加2018年和2022年冬季奥林匹克运动会冰球比赛，其中2018年冬季奥运会获得一枚银牌。